# القمة الثانية الإفريقية الأمريكية الجنوبية
القمة الثانية الأفريقية الأمريكية الجنوبية عُقدت في سبتمبر 2009 في جزيرة مارغريتا فنزويلا، بمشاركة رؤساء دول من 61 دولة (49 من أفريقيا و12 من أمريكا الجنوبية). هدفت إلى تطوير التعاون بين بلدان الجنوب.
دعت القمة إلى إصلاح مجلس الأمن التابع للأمم المتحدة، وأدانت انقلاب هندوراس عام 2009 ودعت إلى إعادة الرئيس مانويل زيلايا لمنصبه بشكل فوري وغير مشروط. كما تمت مناقشة المكافئ الجنوبي لحلف شمال الأطلسي. كما وافقت القمة على «اقتراح بأن تتولى فنزويلا مسؤولية تنظيم السكرتارية الأفريقية الأمريكية الجنوبية من الآن فصاعدًا. وستجتمع الأمانة في جزيرة مارغريتا وستضمن تنفيذ الخطط والمشاريع المنبثقة عن القمة».
انعقدت القمة الأولى لأفريقيا وأمريكا الجنوبية في نيجيريا في عام 2006. وكان من المقرر عقد القمة الثالثة في ليبيا في عام 2011، ولكن بسبب الحرب الأهلية الليبية التي أطاحت بالحكومة تم تأجيل القمة الثالثة حتى عام 2013، حيث تم عقدها في مالابو غينيا الاستوائية.

## انظر ايضا
قمة قادة الولايات المتحدة وأفريقيا 2014